# Begijnhof (Thorn)

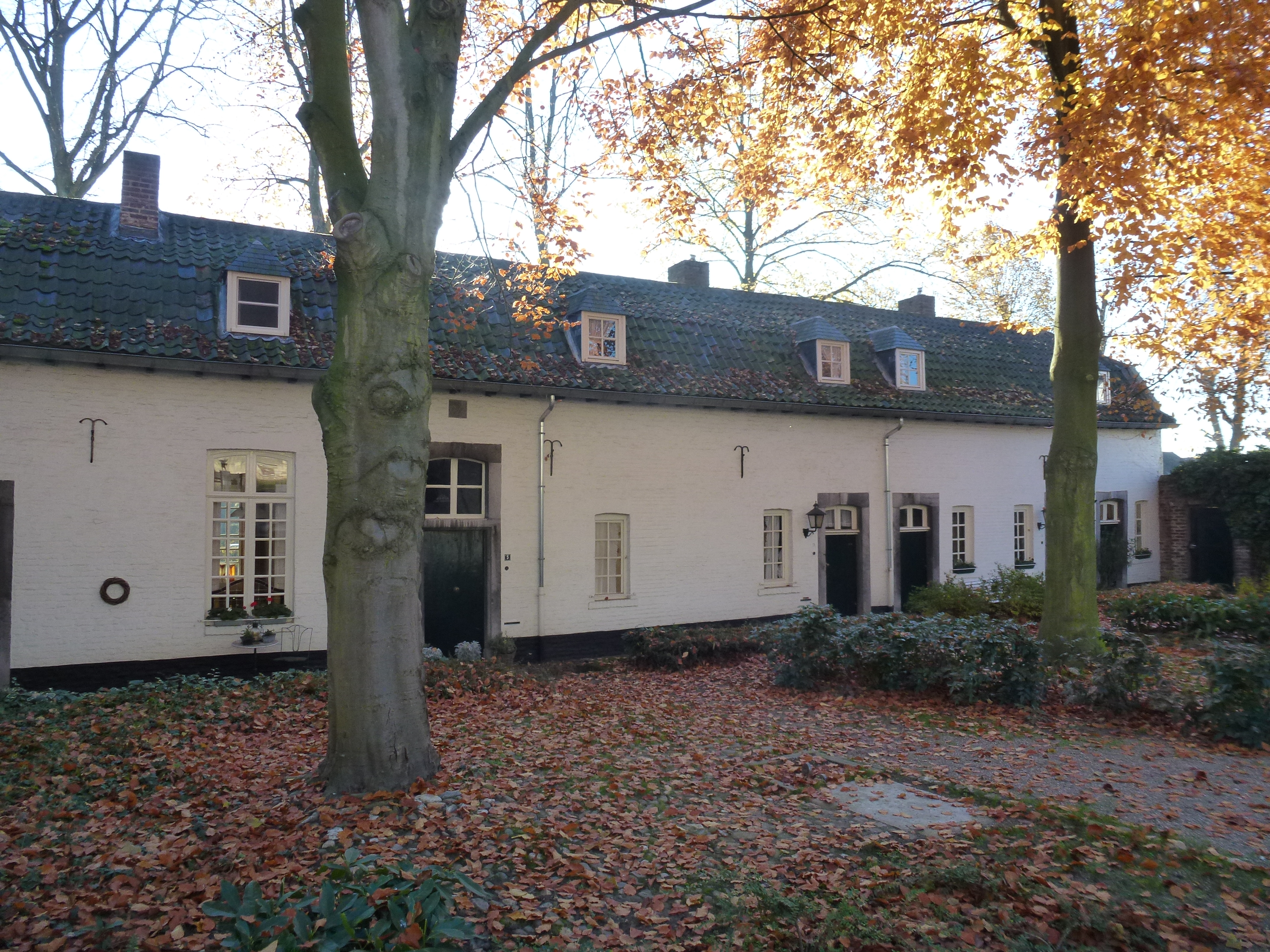
Begijnhof

Het voormalig begijnhof van Thorn bevindt zich aan Kloosterberg 1.
Het begijnhof was gevestigd in een pand van 1772. Het langgerekte huis heeft een mansardedak. Het werd ook wel Pottenhuis genoemd, aangezien hier ooit de pottenbakkerij van de Abdij van Thorn was gevestigd.
De begijnen waren feitelijk in dienst bij de (adellijke) stiftdames van de abdij, waarvoor ze activiteiten verrichten als de was doen, ziekenverzorging, en bidden voor de zielenrust van de overleden stiftdames. Ook luidden ze de klokken en assisteerden ze bij de kerkdiensten in de abdij.
In 1795 kwam een eind aan de abdij, en tevens aan het functioneren van de begijnen.